# تایرن جوردانو
تایرن جوردانو (انگلیسی: Tyrone Giordano؛ زادهٔ ۱۸ آوریل ۱۹۷۶) یک هنرپیشه اهل ایالات متحده آمریکا است.
از فیلم‌ها یا برنامه‌های تلویزیونی که وی در آن نقش داشته است می‌توان به سه روز آینده، بسیار شبیه عشق و خانواده استون اشاره کرد.